# 내가 널 사랑할 수 없는 10가지 이유
《내가 널 사랑할 수 없는 10가지 이유'》(영어: 10 Things I Hate About You)는 1999년 개봉한 미국의 청춘 로맨틱 코미디 영화이다. 윌리엄 셰익스피어의 희곡 "말괄량이 길들이기"를 현대적으로 재구성했다.

## 줄거리
시애틀 패쥬아 고등학교 전학생 캐머런은 2학년 비앙카에게 반한다. 하지만 비앙카의 과보호 아버지 월터는 산과의로 일하며 매일같이 임신한 10대들을 상대하면서 딸들의 10대 임신을 겁내게 되어 졸업 전까지 비앙카의 이성 교제를 엄금하고 있다.
3학년 조이와 사귀고 싶어하는 비앙카가 계속 월터를 졸라대자 월터는 3학년 언니 캣이 남자를 사귄 다음에야 가능하다는 조건을 내건다. 아름답고 똑똑하지만 이성을 철저히 멀리하고 까칠하게 대하는 딸 캣이 남자를 사귈 리 만무하다는 걸 잘 알고 있기 때문이다. 이 새로운 규칙을 알게 된 캐머런은 돈을 받고 캣을 꼬실 의향이 있는 남학생들을 물색한 끝에 오스트레일리아 출신 악동 패트릭을 고른다.

## 출연
- 줄리아 스타일스 - 캐터리나 "캣" 스트랫퍼드 역
- 히스 레저 - 패트릭 버로나 역
- 조지프 고든레빗 - 캐머런 제임스 역
- 러리사 올레이닉 - 비앙카 스트랫퍼드 역
- 래리 밀러 - 월터 스트랫퍼드 역
- 앤드루 키건 - 조이 도너 역
- 데이비드 크럼홀츠 - 마이클 에크먼 역
- 수전 메이 프랫 - 맨델라 역
- 앨리슨 재니 - 퍼키 씨 역
- 데이비드 리저 - 체이핀 씨 역
- 개브리엘 유니언 - 채스티티 처치 역